# Kroženje ogljika
Kroženje ogljika je premeščanje ogljika med zemeljsko skorjo, organizmi, hidrosfero in atmosfero.

## Ogljik
Ogljik je najpomembnejša organska spojina, ki sestavlja telesa organizmov. Kroženje ogljika je v naravi osrednjega pomena, kajti vsa tkiva živih organizmov so sestavljena iz ogljika in študij biogeokemičnega kroženja ogljika je pokazatelj stanja biosfere. V atmosferi ogljik obstaja skoraj vedno kot ogljikov dioksid, v morju ali oceanu pa kroži v obliki raztopljenega ogljikovega dioksida (CO2), bikarbonatnih (HCO3) in karbonatnih ionov (CO23). Atmosferski ogljik sprejemajo rastline med procesom fotosinteze, pri procesu dihanja pa ga živali in rastline vračajo nazaj v atmosfero. Rastline vežejo ogljikov dioksid, ta postaja sestavina organske snovi, ki jo porabljajo živali in mikroorganizmi. Mikroorganizmi razkrajajo mrtve živali in rastline,  ogljik pa se v obliki ogljikovega dioksida zopet vrača v vodo in atmosfero. Količina ogljikovega dioksida v atmosferi pa se povečuje z zgorevanjem nafte, premoga in ob gozdnih požarih. Funkcija gozdov in ostalih zelenih površin je, da veliko CO2 vežejo nase, a zaradi prevelike onesnaženosti, prihaja do presežene kocentracije v ozračju. Vpliv človeka na kroženje vodika je v veliki meri kulturno pogojen (nomadske, poljedelske, industrijske, postindustrijske družbe). Porast števila prežvekovalcev je povzročil povečano količino toplogrednih plinov, kot je na primer metan in ob tem se je spremenila sestava združbe primarnih producentov (več travnikov, manj gozdov). Kroženje ogljika v biosferi je več nivojsko. Kroženje ogljika v biosferi, kjer rastline predelajo ogljikov dioksid v organske spojine, ki jih nato zaužijejo živali in rastline, ogljik pa se vrne v okolje v anorganski obliki preko procesov dihanja in razkrajanja. Vse rastline, naj si bo to drevje, grmičevje, trave, alge ali vodne rastline, v procesu fotosinteze v ozračje sproščajo plin kisik (O2). Ta je nujno potreben za preživetje večine organizmov na Zemlji, saj ga potrebujejo za dihanje. Del prostega kisika (O2) porabijo mikroorganizmi pri mikrobnem razkrojevanju organskih odpadkov v tleh in v blatu na dnu voda, pri čemer se sprošča ogljikov dioksid (CO2). V ozračje sproščen plin ogljikov dioksid (CO2) v določeni meri vstopa v organizme, ki vršijo fotosintezo, preostali del se kopiči v ozračju. Zelene rastline in alge ogljikov dioksid (CO2) potrebujejo za vršenje fotosinteze, pri kateri se tvorijo organske spojine, v ozračje pa se sprošča prosti kisik (O2).

## Nivoji kroženja ogljika
Poznamo več vrst nivojev kroženja ogljika v naravi. Na fizikalno-kemijsko nivoju porazdelitve med dvema fazama, na procesu kroženja molekularnega nivoja (metabolni cikli), kroženju na nivoju celice, kroženju na nivoju organizma (v primeru večceličnega organizma), kroženje na nivoju združbe, kroženje na nivoju ekosistema in kroženje na nivoju celotnega planeta.

## Pomen ogljikovega dioksida v ozračju
Ogljikov dioksid, CO2 je nestrupen plin, ki nastaja pri zgorevanju snovi, katere vsebujejo ogljik in pri trohnenju.
Nastali CO2 asimilirajo rastline, nekaj ga fizikalno vežejo oceani, preostali del pa ostane v ozračju. Ogljikov dioksid,
ki ga vežejo rastline, pride s trohnenjem ponovno v ozračje, lahko pa se nabira v obliki humusa ali šote v zemlji, lahko pa ga reke nosijo v morja, kjer se useda na dno kot sediment (usedlina).
Iz šote ali iz sedimenta lahko v geoloških časovnih obdobjih nastajajo premog, nafta, zemeljski plin. Zgorevanje in trohnenje, izmenjava CO2 med ozračjem in oceani so dokaz, da ogljik v naravi nenehno kroži.
Molekula CO2 podobno kot vodna molekula absorbira infrardeče žarke, vidno svetlobo pa prepušča. Zaradi tega veliko toplotnih žarkov, ki jih oddaja zemlja, atmosfera zadrži. Naraščanje vsebnosti CO2 v ozračju zato povzroča naraščanje temperature zemeljske površine. Ogljikov dioksid povzroča tudi močnejše taljenje večnega ledu in snega zaradi naraščanja temperature.
Po drugi strani pa ogljikov dioksid zmanjšuje akumulacijo toplote v oceanih, zaradi naraščanja temperature se poveča izhlapevanje vode in nastajanje oblakov (strahovite nevihte).
Če se bi podvojila koncentracija ogljikovega dioksida CO2 bi se zvišala temperatura ozračja za 2 °C. Posledice tolikšne otoplitve, ki bi bile zlasti izrazite v polarnih območjih, kjer bi otoplitev znašala od 5 do 10 °C, bi bile katastofalne.
Področja ki so danes rodovitna, bi se spremenile v stepo. Zaradi taljena večnega ledu na Antarktiki bi se zvišala morska gladina in zmanjšale celine.

## Biološki procesi
Glavni biološki procesi na ogljiku v biosferi so redukcija CO2 (fotosinteza, kemosinteza), oksidacija (respiracija in fermentacija) kompleksnega ogljika, redukcija C1 spojin (metanogeneza), oksidacija C1 spojin (metanotrofija in metilotrofija), mobilizacija ogljika in imobilizacija ogljika.

## Poenostavljeno kroženje ogljika
Z izkoriščanjem fosilnih goriv (premoga, nafte in zemeljskega plina) se v zemeljski skorji uskladiščen ogljik prenaša v atmosfero in krepi učinek tople grede. Ogljik je osnovni graditelj vseh organskih spojin, glavni element v fiksaciji energije pri fotosintezi, je tudi tesno povezan s pretokom energije. Mera produkcije je izražena z g fiksiranega C/m2/leto. Vir ogljika (živi organizmi in depoziti) → CO2 v ozračju ali CO2 raztopljen v vodi.
Glavne lastnosti ogljika ki se pretaka so, da se masa ohranja, energija se ohranja, entropija pa narašča.

## Kroženje ogljika na kopnem
Ogljikov dioksid CO2 iz ozračja preide v rastlino → fotosinteza → vgradnja v organske spojine primarnih producentov → dihanje → nazaj v ozračje kot CO2 → opad → mineralizacija → dihanje → depoziti organske mase (humus, šota, premog, nafta, zemeljski plin) → hrana konzumentov → dihanje → smrt → mineralizacija → depoziti.

## Kroženje ogljika v vodi
Ogljikov dioksid CO2 difuzno v zgornji sloj vode → v skladu z ravnovesno enačbo:
CO2 + H2O = H+ + HCO3 = 2H+ + CO32- → raztopljen anorganski ogljik (DIC)
reakcija odvisna od pH:

- pod 4,3 → večina ogljika kot raztopljen CO2
- 4,3 do 8,3 → večina kot bikarbonat HCO3
- nad 8,3 → večina kot karbonat CO32-

## Kroženje ogljika s pomočjo fitoplanktona
Fitoplankton DIC v fotosintezi pretvori v ogljikove hidrate dihanje CO2 → fitoplankton ga ponovno uporabi v sintezi OH, hrana konzumentom → dihanje, opad, mineralizacija, depoziti karbonati v ohišja školjk oz. zunanji skelet (školjke, raki,...) depozit v sedimentih → koralni grebeni, apnenec, lehnjak → C izločen za dolgo obdobje iz hitrega kroženja (dihanje, mineralizacija )

## Kroženje ogljika v mikrobiologiji
Biokemijsko kroženje ogljika v naravi je osrednjega pomena. Ogljik je glavno gonilo dogajanja v ekosistemu saj so vsa tkiva živih organizmov so sestavljena iz ogljika. 
Mikrobna pretvorba ogljika pomeni kroženje ogljika, ki se začne s prisotnostjo CO2 v zraku, katerega v procesu fotosinteze asimilira zelena rastlina in ga z biosintezo prevede do celuloze. Po odmrtju rastline celulozo razgradijo celulolitični mikroorganizmi in kot produkt aerobne razgradnje ogljika iz ceuloze preide nazaj v CO2 in ogljik v biomasi, z razmerjem cca. 50:50. Popolni krog CO2 v ogljik in nazaj je na prikazan način sklenjen.
Študija biokemičnega kroženja ogljika je pokazatelj stanja biosfere v vezeh med ogljikovimi atomi, ki sestavljajo organske snovi, v katerih je spravljeno veliko energije.

- 1 g glukoze lahko proizvede 15 kJ toplote
- 1 g maščob lahko proizvede 38,9 kJ toplote
- premog: 30,6 kJ/g
- nafta: 44,4 kJ/g
- bencin: 50,1 kJ/g

## Obstojnost ogljika v naravi
Zelena biomasa se zadrži v biosferi nekaj tednov, organska snov v oceanu se zadrži v biosferi 1 leto, večletna rastlina se zadrži v biosferi 15 let, stabilna organska snov se zadrži v biosferi 40 let, ogljik v kamninah pa 106 let.
Najpomembnejši tok v globalnem kroženju je ogljik - fotosinteza ki povezuje atmosferski CO2 (oksidirani ogljik) z organsko vezanim ogljikom (reduciranim ogljikom) → obratni proces je oksidacija → respiracija → kroženje ogljika je povezano s kroženjem kisika v atmosferi.

## Proces fotosinteze
Energija (sonce + 6CO2 + 6H2O → C6H12O6 + 6O2) 
V fotosintezi kopenskih rastlin se po grobi oceni vsako leto vgradi v organske spojine med 13 in 22 milijardami ton ogljikovega dioksida. Vse vodne rastline pa ga vežejo še veliko več. Morske alge lahko v ugodnih pogojih vežejo 360 g ogljika na m2 morske površine. Ker izvira ogljik, ki se veže v fotosintezi, izključno iz atmosfere, lahko pričakujemo da se bo koncentracija CO2 v atmosferi zniževala. Do tega pa ne pride zaradi mineralizacije organskih snovi, s katero se ob sodelovanju mikroorganizmov in nižje razvitih živali CO2 ponovno vrača v atmosferski rezervoar. Živali ne morejo asimilirati ogljika, vendar pa dihajo in tako prispevajo k vračanju ogljikovega dioksida v atmosfero. Odrasel človek na primer izdiha v 24 urah približno 1 kg CO2.

## Proces respiracije
C6H12O6 (organska snov) + 6O2 → 6CO2 + 6H2O + energija
Anaerobni proces razgradnje organskega ogljika poteka v obliki anaerobne respiracije, fermentacije in metanogenoze.
Večina nastalega metana nastaja pri metanogenozi, izhaja iz anoksičnih okolij in ga oksidirajo metanotrofi.

## Ogljik v atmosferi
Ogljik obstaja v zemeljski atmosferi predvsem kot plin ogljikov dioksid (CO2). Čeprav ga je v atmosferi malo, približno 0,04%, igra ključno vlogo pri podpiranju življenja. Ostali plini ki vsebujejo ogljik, so: metan in klorofluoroogljikovodiki (ti so v celoti antropogeni). Med fotosintezo drevesa pretvorijo ogljikov dioksid v ogljikove hidrate, med procesom nastaja kisik, ki ga drevesa izločijo v ozračje. Ta proces je najbolj učinkovit v relativno mladih gozdovih, kjer je hitra rast dreves. Učinek je močnejši v listnatih gozdovih spomladi, ko listi brstijo. Močnejši je na severni polobli, saj je veliko več zemlje poraščene z gozdovi v zmernih zemljepisnih širinah kot na južni polobli. To je vidno na letnem grafu meritev koncentracije CO2.
- Atmosfera je najmanjši rezervoar vodika, ker je njegov obstoj v atmosferi zelo kratek, vendar pa je ogljik ko je v zraku mnogo bolj aktiven kot recimo v vodi.
- drevesa skladiščijo 86 % nadzemnega ogljika in 73 % ogljika v tleh.
- Na površini oceanov proti polom postane morska voda hladnejša, tako tvori več ogljikove kisline, CO2 postane bolj topen v vodi. Ko sprejme CO2, voda postane težja in zaradi tega začne spodrivati lažjo vodo pod njo in tako vodi ogljik do morskega dna. Ta pojav imenujemo topnostna črpalka.
- V zgornjih plasteh oceanov, območjih visoke biološke storilnosti, morski organizmi spremenijo ogljik v tkiva ali karbonate za trde dele telesa kot so lupine. Ta so posamično oksidirana in raztopljena na nižjih ravneh oceana od tistih na katerih so bila ustvarjena, kar je povzročilo znižanje pretoka ogljika.

## Vpliv človeka na kroženje ogljika
Vpliv človeka na kroženje ogljika je v veliki kulturno pogojen (nomadske, poljedelske, industrijske, postindustrijske družbe). Zaradi povečanega števila prežvekovalcev se je povečala količina toplogrednih plinov (metan, CO2, N2O, NO). Ob tem pa se je spremenila tudi sestava združbe primarnih producentov, kot primer lahko navedemo zmanjšanje površin gozdov in s tem več travnatih površin. Zaradi hitre porabe fosilnih goriv v industrijskih in postindustrijskih družbah je zemljino ravnovesje porušeno, saj je nastanek fosilnih goriv bistveno počasnejši od naše porabe, zaradi česar se približujemo obdobju ko le teh preprosto ne bo več. 